# Leptopterigynandrum autoicum
Leptopterigynandrum autoicum är en bladmossart som beskrevs av Hugh Neville Dixon, Hirendra Chandra Gangulee och Vohra in Gangulee 1978. Leptopterigynandrum autoicum ingår i släktet Leptopterigynandrum och familjen Thuidiaceae. Inga underarter finns listade i Catalogue of Life.